# Torino Football Club 2024-2025
Questa voce raccoglie le informazioni riguardanti il Torino Football Club nelle competizioni ufficiali della stagione 2024-2025.

## Stagione
Quella 2024-2025 è, complessivamente, la 100ª apparizione del Torino nella massima serie italiana, l'81ª contando solo la Serie A a partire dal 1929.
Dopo il nono posto ottenuto nella precedente annata, con conseguente esclusione dalle coppe europee, il Toro sceglie di interrompere il rapporto con l'allenatore croato Ivan Jurić (non applicando il rinnovo del suo contratto in scadenza), che saluta dunque il capoluogo piemontese dopo tre stagioni in sella ai granata.
Dopo sondaggi per nomi anche altisonanti come Maurizio Sarri, Rino Gattuso e Vincenzo Italiano, il nuovo allenatore scelto è Paolo Vanoli. Il tecnico, reduce dalla promozione in Serie A conquistata dal suo Venezia l'anno prima, rescinde con i lagunari per sedersi, per la prima volta, su una panchina di Serie A. Firma un contratto valido per 2 anni.
Per il secondo anno consecutivo, il Torino svolge il ritiro precampionato a Pinzolo, località trentina in Val Rendena, dal 17 al 27 di luglio. Qui i granata disputano due amichevoli, battendo per 2-1 la Virtus Verona (gol di Karamoh e del giovane Njie) e venendo sconfitti dalla Cremonese con il medesimo risultato (rete di Zapata). In seguito i piemontesi giocano tre partite nell'ambito di una mini tournée in Francia: pareggiano 0-0 contro l'Olympique Lione, 1-1 in opposizione ai dilettanti del Bourgoin-Jallieu e vincono per 3-0 ai danni del Metz.
L'esordio in campionato è contro il Milan in trasferta: nonostante il doppio vantaggio maturato grazie all'autorete di Thiaw e al colpo di testa di Zapata, il Torino subisce un'incredibile rimonta nei minuti di recupero che stabilisce il risultato finale sul 2-2. La vittoria arriva, in ogni caso, alla seconda giornata, quando Ilić ed il primo gol con la nuova maglia di Adams consentono di rimontare l'Atalanta. Arriva, inoltre, la seconda affermazione consecutiva giacché, al terzo turno, la prima gioia in granata di Coco regala tre punti agli uomini di Vanoli in trasferta contro il Venezia, ex squadra del mister. Il 13 settembre il tecnico varesino viene altresì insignito del titolo di allenatore del mese di agosto: si tratta della prima volta per un allenatore del Torino dall’istituzione del riconoscimento nel 2021. Nelle successive due partite, in casa contro il Lecce e in trasferta contro il Verona, la compagine granata rimane imbattuta, pareggiando contro i giallorossi per 0-0 e vincendo contro i gialloblu per 2-3 (in rete i tre attaccanti Sanabria, Zapata e Adams). Alla quinta giornata il Torino è primo in classifica in solitaria, non accadeva dalla stagione 1976-1977.
Durante il match esterno contro l'Inter della settima giornata, perso per 3-2, il trascinatore Zapata, che dopo gli addii di Rodríguez e Buongiorno era stato insignito dei gradi di capitano, si lesiona il legamento crociato anteriore e il menisco mediale e laterale, chiudendo in anticipo la propria stagione.
In Coppa Italia il Toro batte per 2-0 il Cosenza ai trentaduesimi, guadagnandosi l'accesso ai sedicesimi contro l'Empoli persi però 2-1.
La stagione dei granata risulterà molto altalenante, con un periodo che va dal 29 settembre 2024 al 7 dicembre 2024 in cui i granata troveranno solo una vittoria, contro il Como, il 25 ottobre 2024. 
Nonostante le difficoltà di metà campionato, il Toro riuscirà a concludere la stagione con 10 vittorie, 14 pareggi e 14 sconfitte per un totale di 44 punti. (9 in meno dell'anno precedente).
Al termine del campionato viene anche interrotto il rapporto con l'allenatore Paolo Vanoli e viene ufficializzato poco dopo l'assunzione di Marco Baroni, reduce da l'esonero con la Lazio

## Divise e sponsor
Le divise sono fornite, per la sesta stagione consecutiva, dall'azienda spagnola Joma. Il rinnovo della partnership viene annunciato il 2 luglio.
La prima maglia, presentata alla Rinascente di Torino il 6 agosto dal trequartista Vlašić, riproduce la trama architettonica della cupola della Mole Antonelliana su tutto il proprio tessuto, alternando diverse tonalità di granata.
La seconda divisa è invece un omaggio alla stagione 1992-1993, durante la quale il Torino ha vinto la Coppa Italia battendo nella doppia finale la Roma. Il kit riprende appunto il motivo della maglia da trasferta di quella stagione ed è abbinato a calzettoni bianchi o granata.
Il terzo kit è realizzato con la tinta eletta colore dell'anno Peach Fuzz intervallata da inserti granata, che va a celebrare la Galleria di Arte Moderna (GAM) di Torino, dove viene svolto lo shooting della divisa.
| Casa | Trasferta | Terza divisa |

## Organigramma societario
Dal sito internet ufficiale della società.
Consiglio di amministrazione
- Presidente: Urbano Cairo
- Consiglieri: Paolo Bellino, Roberto Cairo, Giuseppe Ferrauto, Uberto Fornara, Marco Pompignoli

Direzione generale ed amministrativa
- Direttore operativo: Alberto Barile

Area Tecnica
- Direttore sportivo: Davide Vagnati
- Collaboratore: Emiliano Moretti
- Team Manager: Alessandro Andreini
- Responsabile osservatori: Giammario Specchia

Segreteria
- Segretario generale: Andrea Bernardelli
- Segretario sportivo: Chiara Zuppardo
- Segreteria: Giovanni Panetta

Area comunicazione
- Responsabile ufficio stampa: Piero Venera
- Ufficio stampa, FSRO, SLO, DAO: Andrea Canta

Area marketing
- Direttore marketing, digital & revenue stadio: Luca Innocenti
- Marketing digitale e comunicazione settore giovanile: Filippo Barresi
- Social media manager:

Area commerciale
- Direttore commerciale: Lorenzo Barale
- Direzione commerciale: CairoRCS Media

Area amministrativa
- Direttore amministrativo: Luca Boccone

Gestione sicurezza aziendale
- Datore di lavoro delegato per la sicurezza: Alessandro Dicembre
- RSPP: Giuseppe Ingannamorte

Area stadio Olimpico e Biglietteria
- Delegato gestione evento, responsabile biglietteria: Dario Mazza
- Biglietteria e delegato stadio: Fabio Bernardi
- Stadium Manager: Roberto Follis
- Vice delegato gestione evento: Riccardo Follis

Staff tecnico
- Allenatore: Paolo Vanoli
- Allenatore in seconda: Lino Godinho
- Responsabile preparatori atletici: Giampietro Ascenzi
- Preparatori atletici: Enrico Perri, Enrico Busolin, Paolo Solustri
- Preparatori dei portieri: Marco Zuccher, Fabio Ronzani
- Collaboratore tecnico: Pau Tormos
- Match Analysts: Davide Gallo, Mattia Bastianelli

Staff medico
- Responsabile sanitario: Daniele Mozzone
- Medici sociali: Corrado Bertolo, Marco Walter Cassago
- Massofisioterapisti: Gianluca Beccia, Dario D'Onofrio, Silvio Fortunato, Valerio Frola
- Fisioterapista: Giuseppe Gerundo
- Fisioterapista-Osteopata: Alessandro Pernice
- Nutrizionista: Javier Ríos Penalba

## Rosa
Aggiornata al 7 febbraio 2025.
| N. |                               | Ruolo | Calciatore            |
| -- | ----------------------------- | ----- | --------------------- |
| 1  | Italia (bandiera)             | P     | Alberto Paleari       |
| 3  | Paesi Bassi (bandiera)        | D     | Perr Schuurs          |
| 4  | Polonia (bandiera)            | D     | Sebastian Walukiewicz |
| 5  | Marocco (bandiera)            | D     | Adam Masina           |
| 7  | Francia (bandiera)            | A     | Yann Karamoh          |
| 8  | Serbia (bandiera)             | C     | Ivan Ilić             |
| 9  | Paraguay (bandiera)           | A     | Antonio Sanabria      |
| 10 | Croazia (bandiera)            | A     | Nikola Vlašić         |
| 11 | Macedonia del Nord (bandiera) | C     | Eljif Elmas           |
| 13 | Cile (bandiera)               | D     | Guillermo Maripán     |
| 15 | Georgia (bandiera)            | D     | Saba Sazonov          |
| 15 | Francia (bandiera)            | A     | Amine Salama          |
| 16 | Norvegia (bandiera)           | D     | Marcus Pedersen       |
| 17 | Italia (bandiera)             | P     | Antonio Donnarumma    |
| 18 | Scozia (bandiera)             | A     | Ché Adams             |
| 19 | Italia (bandiera)             | D     | Raoul Bellanova       |
| 20 | Austria (bandiera)            | D     | Valentino Lazaro      |

| N. |                               | Ruolo | Calciatore                    |
| -- | ----------------------------- | ----- | ----------------------------- |
| 21 | Francia (bandiera)            | D     | Ali Dembélé                   |
| 22 | Italia (bandiera)             | C     | Cesare Casadei                |
| 23 | Guinea Equatoriale (bandiera) | D     | Saúl Coco                     |
| 24 | Croazia (bandiera)            | D     | Borna Sosa                    |
| 25 | Italia (bandiera)             | D     | Alessandro Dellavalle         |
| 27 | Kosovo (bandiera)             | D     | Mërgim Vojvoda                |
| 28 | Italia (bandiera)             | C     | Samuele Ricci (vice capitano) |
| 32 | Serbia (bandiera)             | P     | Vanja Milinković-Savić        |
| 34 | Italia (bandiera)             | D     | Cristiano Biraghi             |
| 61 | Francia (bandiera)            | C     | Adrien Tameze                 |
| 66 | Lituania (bandiera)           | C     | Gvidas Gineitis               |
| 72 | Italia (bandiera)             | C     | Aaron Ciammaglichella         |
| 77 | Polonia (bandiera)            | C     | Karol Linetty                 |
| 83 | Moldavia (bandiera)           | C     | Sergiu Perciun                |
| 86 | Italia (bandiera)             | A     | Tommaso Gabellini             |
| 91 | Colombia (bandiera)           | A     | Duván Zapata (capitano)       |
| 92 | Svezia (bandiera)             | A     | Alieu Njie                    |
| 95 | Italia (bandiera)             | A     | Alessio Cacciamani            |

## Calciomercato

### Sessione estiva(dal 01/07 al 31/08)
| Acquisti         | Acquisti              | Acquisti            | Acquisti                          |
| R.               | Nome                  | da                  | Modalità                          |
| ---------------- | --------------------- | ------------------- | --------------------------------- |
| P                | Alberto Paleari       | Benevento           | definitivo                        |
| P                | Antonio Donnarumma    |                     | svincolato                        |
| D                | Adam Masina           | Udinese             | diritto di riscatto (1 milione €) |
| D                | Saúl Coco             | Las Palmas          | definitivo (9,5 milioni €)        |
| D                | Borna Sosa            | Ajax                | prestito con diritto di riscatto  |
| D                | Marcus Pedersen       | Feyenoord           | prestito con obbligo di riscatto  |
| D                | Sebastian Walukiewicz | Empoli              | definitivo (7 milioni €)          |
| D                | Guillermo Maripán     | Monaco              | definitivo (2 milioni €)          |
| A                | Duván Zapata          | Atalanta            | obbligo di riscatto (7 milioni €) |
| A                | Ché Adams             |                     | svincolato                        |
| Altre operazioni |                       |                     |                                   |
| R.               | Nome                  | da                  | Modalità                          |
| D                | Brian Bayeye          | Ascoli              | fine prestito                     |
| D                | Ali Dembélé           | Venezia             | fine prestito                     |
| D                | Kevin Haveri          | Catania             | fine prestito                     |
| D                | Ange N'Guessan        | Ternana             | fine prestito                     |
| D                | Giorgio Savini        | Novara              | fine prestito                     |
| D                | Jakub Krzyżanowski    | Wisła Cracovia      | prestito con diritto di riscatto  |
| C                | Emirhan İlkhan        | İstanbul Başakşehir | fine prestito                     |
| C                | Krisztofer Horváth    | Kecskemét           | fine prestito                     |
| A                | Nemanja Radonjić      | Maiorca             | fine prestito                     |
| A                | Yann Karamoh          | Montpellier         | fine prestito                     |
| A                | Demba Seck            | Frosinone           | fine prestito                     |
| A                | Nicola Rauti          | Südtirol            | fine prestito                     |

| Cessioni         | Cessioni              | Cessioni     | Cessioni                            |
| R.               | Nome                  | a            | Modalità                            |
| ---------------- | --------------------- | ------------ | ----------------------------------- |
| P                | Luca Gemello          |              | svincolato                          |
| P                | Mihai Popa            | CFR Cluj     | prestito                            |
| D                | Alessandro Buongiorno | Napoli       | definitivo (35 milioni €)           |
| D                | Raoul Bellanova       | Atalanta     | definitivo (25 milioni €)           |
| D                | Saba Sazonov          | Empoli       | prestito con diritto di riscatto    |
| D                | Alessandro Dellavalle | Modena       | prestito                            |
| D                | Koffi Djidji          |              | svincolato                          |
| D                | Ricardo Rodríguez     |              | svincolato                          |
| D                | Matteo Lovato         | Salernitana  | fine prestito                       |
| C                | Krisztofer Horváth    | Újpest       | definitivo (1 milione €)            |
| A                | Demba Seck            | Catanzaro    | prestito con diritto di riscatto    |
| A                | Nemanja Radonjić      | Stella Rossa | definitivo (200 mila €)             |
| A                | David Okereke         | Cremonese    | fine prestito                       |
| A                | Pietro Pellegri       | Empoli       | prestito con diritto di riscatto    |
| Altre operazioni |                       |              |                                     |
| R.               | Nome                  | a            | Modalità                            |
| P                | Pietro Passador       | Pro Vercelli | definitivo                          |
| D                | Jacopo Antolini       | Vis Pesaro   | prestito                            |
| D                | Kevin Haveri          | Campobasso   | prestito                            |
| D                | Ange N'Guessan        | Bravo        | prestito                            |
| C                | Ben Lhassine Kone     | Como         | obbligo di riscatto (1,5 milioni €) |
| C                | Jonathan Silva        | Crotone      | prestito                            |
| A                | Francesco Dell’Aquila | Pro Vercelli | prestito                            |
| A                | Nicola Rauti          | Vicenza      | prestito con diritto di riscatto    |
| A                | Cristian Padula       | Giugliano    | prestito                            |
| A                | Uroš Kabić            | Stella Rossa | fine prestito                       |

### Sessione invernale(dal 02/01/25 al 03/02/25)
| Acquisti         | Acquisti              | Acquisti     | Acquisti                         |
| R.               | Nome                  | da           | Modalità                         |
| ---------------- | --------------------- | ------------ | -------------------------------- |
| D                | Cristiano Biraghi     | Fiorentina   | prestito con diritto di riscatto |
| C                | Eljif Elmas           | RB Lipsia    | prestito con diritto di riscatto |
| C                | Cesare Casadei        | Chelsea      | definitivo (15 milioni €)        |
| A                | Amine Salama          | Stade Reims  | prestito con diritto di riscatto |
| Altre operazioni |                       |              |                                  |
| R.               | Nome                  | da           | Modalità                         |
| P                | Pietro Passador       | Pro Vercelli | fine prestito                    |
| D                | Jacopo Antolini       | Vis Pesaro   | fine prestito                    |
| D                | Kevin Haveri          | Campobasso   | fine prestito                    |
| C                | Tommaso Di Marco      | Juve Stabia  | fine prestito                    |
| A                | Francesco Dell’Aquila | Pro Vercelli | fine prestito                    |

| Cessioni         | Cessioni              | Cessioni     | Cessioni                                          |
| R.               | Nome                  | a            | Modalità                                          |
| ---------------- | --------------------- | ------------ | ------------------------------------------------- |
| D                | Mërgim Vojvoda        | Como         | definitivo (2,5 milioni €)                        |
| D                | Brian Bayeye          | Radnički Niš | prestito                                          |
| C                | Aaron Ciammaglichella | Ternana      | prestito                                          |
| Altre operazioni |                       |              |                                                   |
| R.               | Nome                  | a            | Modalità                                          |
| D                | Jacopo Antolini       | Pro Vercelli | prestito                                          |
| D                | Côme Bianay Balcot    | Triestina    | prestito con diritto di riscatto e controriscatto |
| D                | Kevin Haveri          | Messina      | prestito                                          |
| C                | Tommaso Di Marco      | Feralpisalò  | prestito con opzione di riscatto                  |
| A                | Francesco Dell’Aquila | Messina      | prestito                                          |

## Risultati

### Serie A

#### Girone di andata
| Arbitro: | Maresca (Napoli) |

|                         |           |                             |
| Morata 89’ Okafor 90+5’ | Marcatori | 30’ (aut.) Thiaw 68’ Zapata |

| Arbitro: | Rapuano (Rimini) |

|                    |           |             |
| Ilić 31’ Adams 49’ | Marcatori | 26’ Retegui |

| Arbitro: | Marcenaro (Genova) |

|  |           |          |
|  | Marcatori | 86’ Coco |

| Torino 15 settembre 2024, ore 15:00 CEST 4ª giornata | Torino         | 0 – 0 referto | Lecce | Olimpico Grande Torino (24 277 spett.)\| Arbitro: \| Colombo (Como) \| |
| Arbitro:                                             | Colombo (Como) |               |       |                                                                        |

| Arbitro: | Marinelli (Tivoli) |

|                             |           |                                   |
| Kastanos 12’ Mosquera 90+3’ | Marcatori | 10’ Sanabria 33’ Zapata 79’ Adams |

| Arbitro: | Sozza (Seregno) |

|                      |           |                                 |
| Adams 67’ Coco 90+2’ | Marcatori | 8’ Guendouzi 60’ Dia 89’ Noslin |

| Arbitro: | Marcenaro (Genova) |

|                         |           |                              |
| M. Thuram 25’, 35’, 60’ | Marcatori | 36’ Zapata 86’ (rig.) Vlašić |

| Arbitro: | Aureliano (Bologna) |

|                                        |           |                          |
| Viola 38’ Palomino 74’ Coco 78’ (aut.) | Marcatori | 41’ Sanabria 55’ Linetty |

| Arbitro: | Ayroldi (Molfetta) |

|          |           |  |
| Njie 75’ | Marcatori |  |

| Arbitro: | Fabbri (Ravenna) |

|            |           |  |
| Dybala 20’ | Marcatori |  |

| Arbitro: | La Penna (Roma 1) |

|  |           |          |
|  | Marcatori | 41’ Kean |

| Arbitro: | Sozza (Seregno) |

|                     |           |  |
| Weah 18’ Yıldız 84’ | Marcatori |  |

| Arbitro: | Abisso (Palermo) |

|            |           |           |
| Masina 59’ | Marcatori | 63’ Đurić |

| Arbitro: | Fabbri (Ravenna) |

|  |           |               |
|  | Marcatori | 31’ McTominay |

| Genova 7 dicembre 2024, ore 15:00 CET 15ª giornata | Genoa              | 0 – 0 referto | Torino | Marassi (32 363 spett.)\| Arbitro: \| Marinelli (Tivoli) \| |
| Arbitro:                                           | Marinelli (Tivoli) |               |        |                                                             |

| Arbitro: | Bonacina (Bergamo) |

|  |           |           |
|  | Marcatori | 70’ Adams |

| Arbitro: | Piccinini (Forlì) |

|  |           |                         |
|  | Marcatori | 71’ Dallinga 80’ Pobega |

| Arbitro: | Fourneau (Roma 1) |

|                        |           |                     |
| I. Touré 41’ Lucca 49’ | Marcatori | 53’ Adams 64’ Ricci |

| Torino 5 gennaio 2025, ore 18:00 CET 19ª giornata | Torino             | 0 – 0 referto | Parma | Olimpico Grande Torino (19 744 spett.)\| Arbitro: \| Feliciani (Teramo) \| |
| Arbitro:                                          | Feliciani (Teramo) |               |       |                                                                            |

#### Girone di ritorno
| Arbitro: | Fabbri (Ravenna) |

|              |           |           |
| Vlašić 45+1’ | Marcatori | 8’ Yıldız |

| Arbitro: | Marinelli (Tivoli) |

|          |           |              |
| Kean 38’ | Marcatori | 70’ Gineitis |

| Arbitro: | Bonacina (Bergamo) |

|               |           |  |
| Adams 6’, 61’ | Marcatori |  |

| Arbitro: | Piccinini (Forlì) |

|              |           |             |
| Djimsiti 35’ | Marcatori | 40’ Maripán |

| Arbitro: | Feliciani (Teramo) |

|                      |           |               |
| Thorsby 45+2’ (aut.) | Marcatori | 68’ Pinamonti |

| Arbitro: | Fabbri (Ravenna) |

|                                          |           |                      |
| Ndoye 20’, 70’ (rig.) Biraghi 90’ (aut.) | Marcatori | 37’ Vlašić 65’ Elmas |

| Arbitro: | Sozza (Seregno) |

|                              |           |               |
| Thiaw 5’ (aut.) Gineitis 76’ | Marcatori | 74’ Reijnders |

| Arbitro: | Rapuano (Rimini) |

|  |           |                       |
|  | Marcatori | 41’ Elmas 66’ Casadei |

| Arbitro: | Fourneau (Roma 1) |

|                     |           |                     |
| Pellegrino 60’, 82’ | Marcatori | 19’ Elmas 72’ Adams |

| Arbitro: | Chiffi (Padova) |

|            |           |  |
| Vlašić 70’ | Marcatori |  |

| Arbitro: | Massa (Imperia) |

|             |           |              |
| Marušić 57’ | Marcatori | 82’ Gineitis |

| Arbitro: | Bonacina (Bergamo) |

|           |           |          |
| Elmas 67’ | Marcatori | 64’ Sarr |

| Arbitro: | Marcenaro (Genova) |

|              |           |  |
| Douvikas 38’ | Marcatori |  |

| Arbitro: | Collu (Cagliari) |

|                       |           |  |
| Adams 39’ Dembélé 85’ | Marcatori |  |

| Arbitro: | Mariani (Aprilia) |

|                   |           |  |
| McTominay 7’, 41’ | Marcatori |  |

| Arbitro: | Sozza (Seregno) |

|                   |           |                |
| Vlašić 77’ (rig.) | Marcatori | 36’ Kike Pérez |

| Arbitro: | La Penna (Roma 1) |

|  |           |                                 |
|  | Marcatori | 14’ Zalewski 49’ (rig.) Asllani |

| Arbitro: | Rapuano (Rimini) |

|              |           |  |
| Ramadani 46’ | Marcatori |  |

| Arbitro: | Di Bello (Brindisi) |

|  |           |                                     |
|  | Marcatori | 18’ (rig.) Paredes 53’ Saelemaekers |

### Coppa Italia

#### Turni eliminatori
| Arbitro: | Ghersini (Genova) |

|                                |           |  |
| Camporese 1’ (aut.) Zapata 84’ | Marcatori |  |

| Arbitro: | Ghersini (Genova) |

|           |           |                    |
| Adams 74’ | Marcatori | 30’ Ekong 90’ Haas |

## Statistiche

### Statistiche di squadra
Statistiche aggiornate al 25 maggio 2025.
| Competizione | Punti | In casa | In casa | In casa | In casa | In casa | In casa | In trasferta | In trasferta | In trasferta | In trasferta | In trasferta | In trasferta | Totale | Totale | Totale | Totale | Totale | Totale | DR |
| Competizione | Punti | G       | V       | N       | P       | Gf      | Gs      | G            | V            | N            | P            | Gf           | Gs           | G      | V      | N      | P      | Gf     | Gs     | DR |
| ------------ | ----- | ------- | ------- | ------- | ------- | ------- | ------- | ------------ | ------------ | ------------ | ------------ | ------------ | ------------ | ------ | ------ | ------ | ------ | ------ | ------ | -- |
| Serie A      | 44    | 19      | 6       | 7       | 6       | 17      | 18      | 19           | 4            | 7            | 8            | 22           | 27           | 38     | 10     | 14     | 14     | 39     | 45     | -6 |
| Coppa Italia | -     | 2       | 1       | 0       | 1       | 3       | 2       | 0            | 0            | 0            | 0            | 0            | 0            | 2      | 1      | 0      | 1      | 3      | 2      | +1 |
| Totale       | -     | 21      | 7       | 6       | 7       | 20      | 20      | 19           | 4            | 7            | 8            | 22           | 27           | 40     | 11     | 13     | 15     | 42     | 47     | -5 |

### Andamento in campionato
| Giornata  | 1 | 2 | 3 | 4 | 5 | 6 | 7 | 8 | 9 | 10 | 11 | 12 | 13 | 14 | 15 | 16 | 17 | 18 | 19 | 20 | 21 | 22 | 23 | 24 | 25 | 26 | 27 | 28 | 29 | 30 | 31 | 32 | 33 | 34 | 35 | 36 | 37 | 38 |
| --------- | - | - | - | - | - | - | - | - | - | -- | -- | -- | -- | -- | -- | -- | -- | -- | -- | -- | -- | -- | -- | -- | -- | -- | -- | -- | -- | -- | -- | -- | -- | -- | -- | -- | -- | -- |
| Luogo     | T | C | T | C | T | C | T | T | C | T  | C  | T  | C  | C  | T  | T  | C  | T  | C  | C  | T  | C  | T  | C  | T  | C  | T  | T  | C  | T  | C  | T  | C  | T  | C  | C  | T  | C  |
| Risultato | N | V | V | N | V | P | P | P | V | P  | P  | P  | N  | P  | N  | V  | P  | N  | N  | N  | N  | V  | N  | N  | P  | V  | V  | N  | V  | N  | N  | P  | V  | P  | N  | P  | P  | P  |
| Posizione | 8 | 3 | 3 | 5 | 1 | 5 | 7 | 9 | 9 | 9  | 10 | 11 | 11 | 12 | 12 | 11 | 12 | 11 | 11 | 12 | 11 | 10 | 11 | 11 | 12 | 11 | 11 | 11 | 11 | 11 | 10 | 10 | 10 | 10 | 10 | 11 | 11 | 11 |

Legenda:

Luogo: C = Casa; T = Trasferta. Risultato: V = Vittoria; N = Pareggio; P = Sconfitta.

### Statistiche dei giocatori
Sono in corsivo i calciatori che hanno lasciato la squadra a stagione in corso.
| Giocatore           | Serie A  | Serie A | Serie A     | Serie A    | Coppa Italia | Coppa Italia | Coppa Italia | Coppa Italia | Totale   | Totale | Totale      | Totale     |
| Giocatore           | Presenze | Reti    | Ammonizioni | Espulsioni | Presenze     | Reti         | Ammonizioni  | Espulsioni   | Presenze | Reti   | Ammonizioni | Espulsioni |
| ------------------- | -------- | ------- | ----------- | ---------- | ------------ | ------------ | ------------ | ------------ | -------- | ------ | ----------- | ---------- |
| C. Adams            | 36       | 9       | 2           | 0          | 2            | 1            | 0            | 0            | 38       | 10     | 2           | 0          |
| C. Biraghi          | 15       | 0       | 0           | 0          | 0            | 0            | 0            | 0            | 15       | 0      | 0           | 0          |
| A. Cacciamani       | 2        | 0       | 0           | 0          | 0            | 0            | 0            | 0            | 2        | 0      | 0           | 0          |
| C. Casadei          | 15       | 1       | 1           | 0          | 0            | 0            | 0            | 0            | 15       | 1      | 1           | 0          |
| R. Bellanova        | 1        | 0       | 0           | 0          | 1            | 0            | 0            | 0            | 2        | 0      | 0           | 0          |
| A. Ciammaglichella  | 1        | 0       | 0           | 0          | 0            | 0            | 0            | 0            | 1        | 0      | 0           | 0          |
| S. Coco             | 32       | 2       | 10          | 0          | 2            | 0            | 1            | 0            | 34       | 2      | 11          | 0          |
| A. Dellavalle       | 0        | 0       | 0           | 0          | 1            | 0            | 0            | 0            | 1        | 0      | 0           | 0          |
| A. Dembélé          | 15       | 1       | 4           | 1          | 2            | 0            | 0            | 0            | 17       | 1      | 4           | 1          |
| E. Elmas            | 13       | 4       | 0           | 0          | 0            | 0            | 0            | 0            | 13       | 4      | 0           | 0          |
| T. Gabellini        | 1        | 0       | 0           | 0          | 0            | 0            | 0            | 0            | 1        | 0      | 0           | 0          |
| G. Gineitis         | 29       | 3       | 5           | 0          | 1            | 0            | 0            | 0            | 30       | 3      | 5           | 0          |
| I. Ilić             | 19       | 1       | 3           | 0          | 1            | 0            | 0            | 0            | 20       | 1      | 3           | 0          |
| Y. Karamoh          | 29       | 0       | 2           | 0          | 2            | 0            | 0            | 0            | 31       | 0      | 2           | 0          |
| V. Lazaro           | 33       | 0       | 6           | 0          | 2            | 0            | 0            | 0            | 35       | 0      | 6           | 0          |
| K. Linetty          | 27       | 1       | 6           | 0          | 2            | 0            | 1            | 0            | 29       | 1      | 7           | 0          |
| G. Maripán          | 27       | 1       | 4           | 1          | 1            | 0            | 0            | 0            | 28       | 1      | 4           | 1          |
| A. Masina           | 27       | 1       | 5           | 0          | 1            | 0            | 0            | 0            | 28       | 1      | 5           | 0          |
| V. Milinković-Savić | 37       | -42     | 3           | 0          | 2            | -2           | 0            | 0            | 39       | -44    | 3           | 0          |
| A. Njie             | 15       | 1       | 1           | 0          | 1            | 0            | 0            | 0            | 16       | 1      | 1           | 0          |
| A. Paleari          | 1        | -3      | 0           | 0          | 0            | -0           | 0            | 0            | 1        | -3     | 0           | 0          |
| M. Pedersen         | 29       | 0       | 3           | 0          | 1            | 0            | 0            | 0            | 30       | 0      | 3           | 0          |
| S. Perciun          | 5        | 0       | 0           | 0          | 0            | 0            | 0            | 0            | 5        | 0      | 0           | 0          |
| S. Ricci            | 34       | 1       | 7           | 1          | 2            | 0            | 1            | 0            | 36       | 1      | 8           | 1          |
| A. Sanabria         | 26       | 2       | 2           | 0          | 1            | 0            | 0            | 0            | 27       | 2      | 2           | 0          |
| S. Sazonov          | 1        | 0       | 0           | 0          | 0            | 0            | 0            | 0            | 1        | 0      | 0           | 0          |
| B. Sosa             | 19       | 0       | 0           | 0          | 1            | 0            | 0            | 0            | 20       | 0      | 0           | 0          |
| A. Tameze           | 20       | 0       | 3           | 0          | 2            | 0            | 0            | 0            | 22       | 0      | 3           | 0          |
| N. Vlašić           | 30       | 5       | 0           | 0          | 0            | 0            | 0            | 0            | 30       | 5      | 0           | 0          |
| M. Vojvoda          | 17       | 0       | 4           | 0          | 1            | 0            | 0            | 0            | 18       | 0      | 4           | 0          |
| S. Walukiewicz      | 28       | 0       | 6           | 0          | 1            | 0            | 1            | 0            | 29       | 0      | 7           | 0          |
| D. Zapata           | 7        | 3       | 1           | 0          | 2            | 1            | 0            | 0            | 9        | 4      | 1           | 0          |